# Нікітіна Алла Василівна
Нікітіна Алла Василівна (нар. 25 червня 1956 року, Ворошиловград, Українська РСР, СРСР) — педагог, доктор педагогічних наук (2014), професор (2016). Відмінник освіти України.

## Біографічні дані
У 1985 закінчила Ворошиловградський педагогічний інститут. 
З 1985 по 1991 працювала вчителем.
З 1991 працює у Луганському університеті: з 2014 працює завідувачем кафедри української мови. 
Досліджувала загальні й часткові питання української лінгводидактики.

## Основні праці
За ЕСУ:
- Практикум з методики навчання української мови в загальноосвітніх закладах. 2003 (співавтор);
- Методика навчання української мови в середніх освітніх закладах. 2005 (співавтор);
- Практикум з лінгвістики тексту. 2011 (співавтор);
- Педагогічний дискурс учителя-словесника. 2013;
- Словник-довідник з української лінгводидактики. 2015 (співавтор).[1]

## Джерело
1. Нікітіна Алла Василівна // Енциклопедія сучасної України / ред. кол.: І. М. Дзюба [та ін.] ; НАН України, НТШ. — К. : Інститут енциклопедичних досліджень НАН України, 2001–2025. — ISBN 966-02-2074-X.

| Володимир Вернадський | Це незавершена стаття про українську науковицю. Ви можете допомогти проєкту, виправивши або дописавши її. |